# Armada de Rouen
Pour les articles homonymes, voir Armada.
L'Armada de Rouen ou Armada est le plus important rassemblement de grands voiliers. Il est organisé à Rouen, en Seine-Maritime et a lieu tous les quatre à six ans sur les quais de la Seine, au sein même de la métropole normande.
Cette manifestation dure en général une dizaine de jours.

## Naissance et évolution de l'évènement

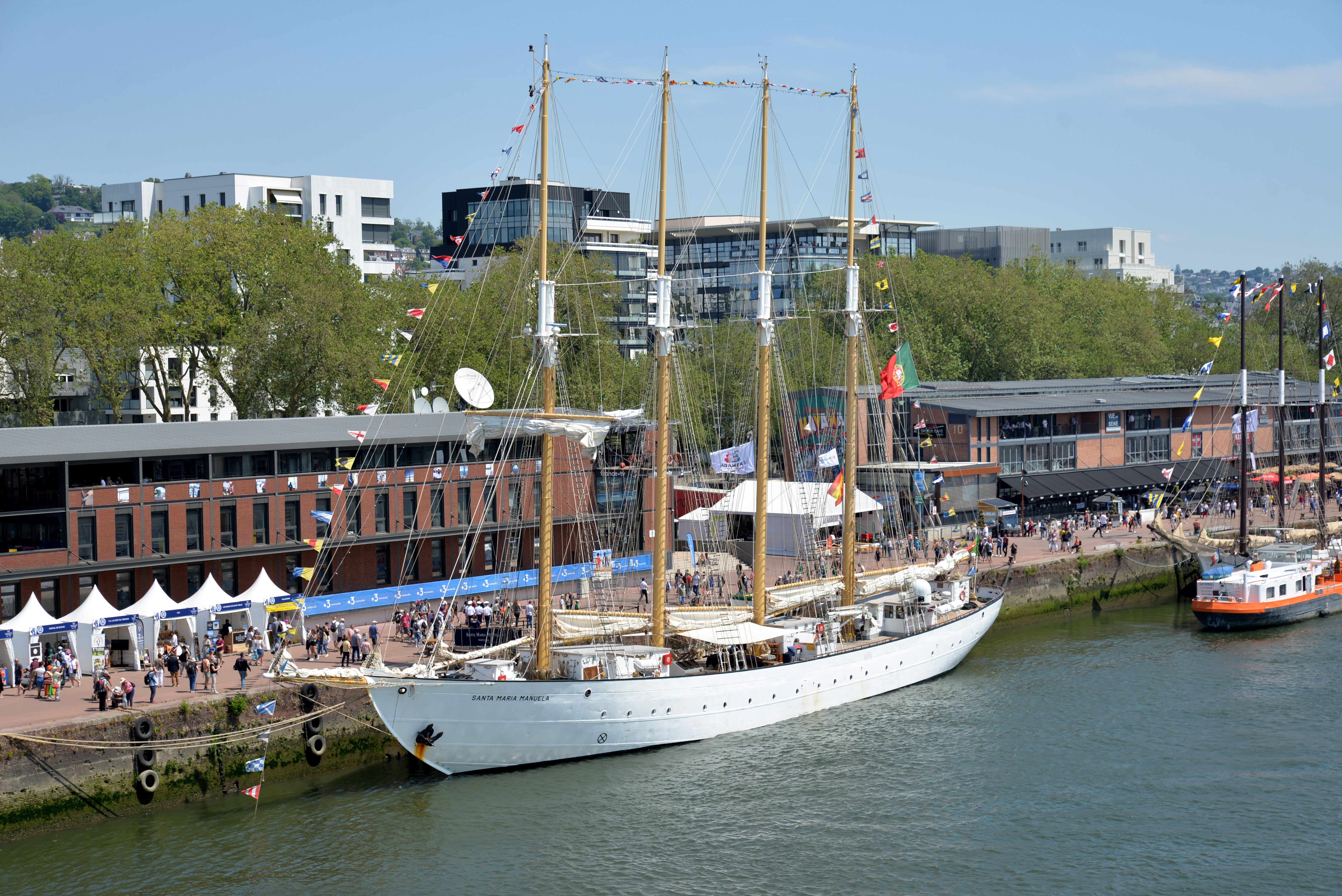
Armada de Rouen 2023

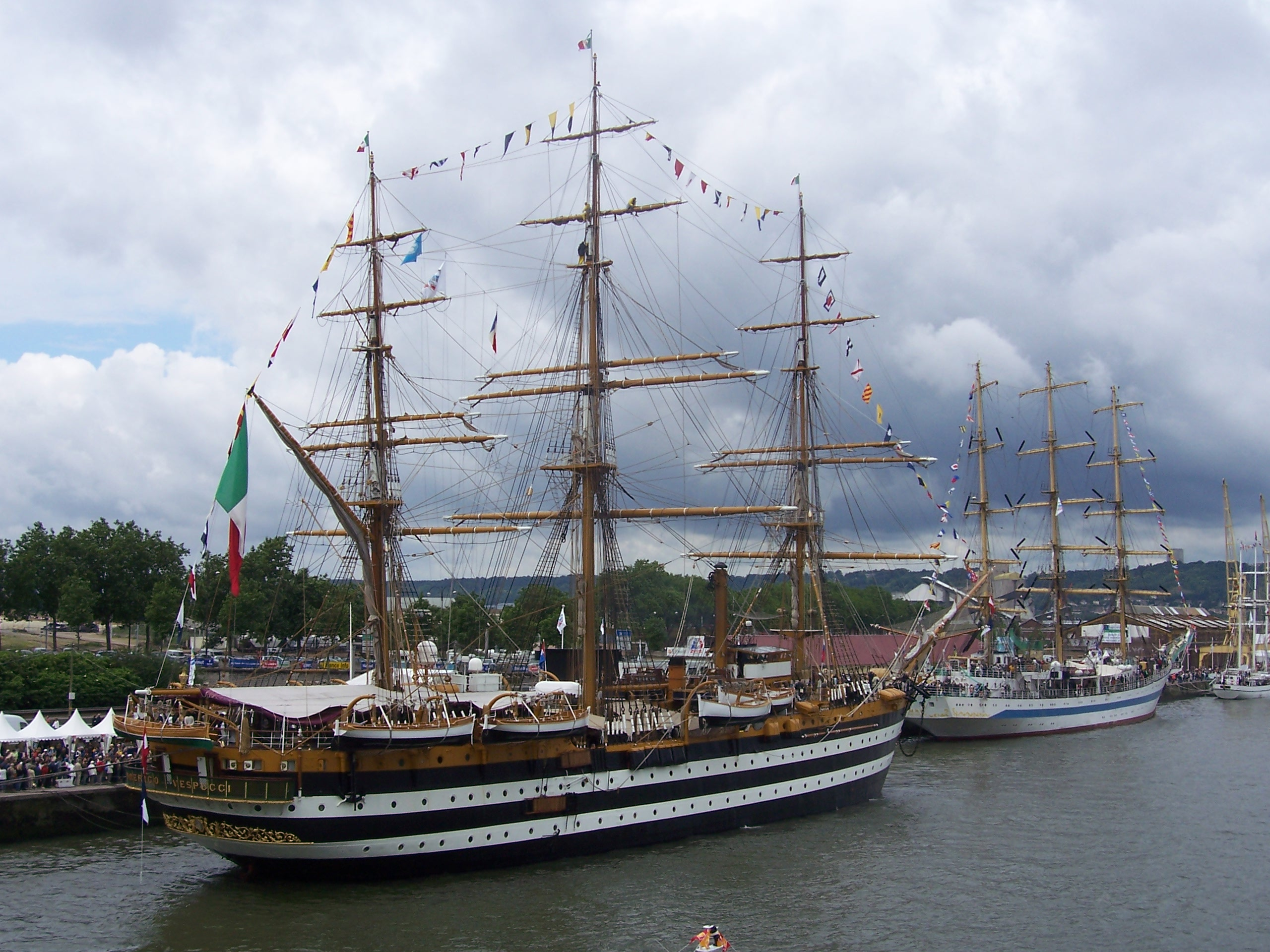
LAmerigo Vespucci en 2008.

L'idée est venue à la suite d'une course transatlantique entre Rouen et New York qui célébrait le centième anniversaire de la traversée de l'Atlantique par la statue de la Liberté en 1986. La course fut remportée par le catamaran Roger et Gallet skippé par Éric Loizeau et Patrick Tabarly. Les principaux fondateurs sont Patrick Herr et Jean Lecanuet qui cherchaient une idée pour redynamiser les quais de Rouen.
En 1989, il fut décidé de faire venir les plus grands voiliers du monde à Rouen pour le bicentenaire de la Révolution. La manifestation fut un tel succès qu'elle devint un rendez-vous régulier. Au fil des éditions, la panoplie de bateaux invités s'ouvrit entre autres aux navires de guerre (porte-hélicoptères, sous-marins...) et aux péniches.

## L'arrivée des navires
Les navires arrivent à Rouen au fur et à mesure. Certains ont à démonter en partie le haut de leurs mâts pour pouvoir passer sous les trois ponts en aval de Rouen : le pont de Normandie, le pont de Tancarville et le pont de Brotonne.
Ils ne remontent pas plus haut que le pont Guillaume-le-Conquérant, ce dernier étant trop bas pour permettre aux bateaux de passer, seuls les sous-marins remontent plus en amont. Les navires accostent alors rive droite et rive gauche sur plusieurs kilomètres. Pour permettre aux navires de retrouver ce lieu en 2008, le sixième pont de Rouen, le pont Gustave-Flaubert (en aval du pont Guillaume-le-Conquérant) a été spécialement conçu pour laisser passer les navires.

## La manifestation
Durant les dix jours, les quartiers de Rouen sont aux couleurs des différentes nationalités des bateaux invités. Près de 8 000 marins sont présents dans les rues rouennaises.
Des concerts ont lieu tous les jours sur les quais et chaque soir un feu d'artifice est tiré. La patrouille de France est également présente pour l'occasion[source secondaire souhaitée]. D'autres animations sont également au programme.

## La parade de la Seine
Au terme de ces dix jours, les navires descendent la Seine les uns à la suite des autres. Cette « parade de la Seine » s'achève au large de Honfleur et du Havre et les navires retrouvent alors la mer.

## Les éditions

### La première édition (1989)
La première édition date de 1989 et porte le nom de Voiles de la liberté. La manifestation a célébré le bicentenaire de la Révolution française. Elle s'est déroulée du 9 juillet au 16 juillet 1989. Vingt et un grands voiliers étaient présents à cette édition dont Éric Tabarly fut le parrain en venant à bord de son Pen Duick.

### La deuxième édition (1994)
La deuxième édition date de 1994 et porte le nom d'Armada de la liberté. La manifestation a célébré le cinquantième anniversaire du Débarquement allié en Normandie. Elle s'est déroulée du 10 juillet au 17 juillet 1994 et fut parrainée par Gérard d'Aboville.

### La troisième édition (1999)
La troisième édition date de 1999 et porte le nom d'Armada du siècle. La manifestation a célébré la fin du deuxième millénaire. Elle s'est déroulée du 9 juillet au 18 juillet 1999 sous le parrainage d'Olivier de Kersauson.
Ce rendez-vous a été qualifié par son président, Patrick Herr, de plus grand rassemblement maritime international de cette fin de millénaire avec près de 2 000 000 de visiteurs.
Une émission de timbres-poste de France est émise le 12 juillet à cette occasion, dans la Collection « Jeunesse » ; elle représente dix des voiliers participants.

### La quatrième édition (2003)
La quatrième édition date de 2003 et porte le nom d'Armada Rouen 2003. Elle s'est déroulée du 28 juin au 6 juillet 2003, à des dates un peu avancées pour des raisons de disponibilité des grands voiliers qui étaient présents dans cette région du monde pour un autre rassemblement de voiliers aux Pays-Bas, à la DelfSail (Delfzijl aux Pays-Bas) du 10 au 14 juillet puis en Pologne pour le départ de la  Cutty Sark Tall Ships' Races à Gdynia le 19 juillet.

### La cinquième édition (2008)
La cinquième édition s'est déroulée du 5 juillet au 14 juillet 2008. Elle porte le nom d'Armada 2008.

### La sixième édition (2013)
La sixième édition s'est déroulée du 6 au 16 juin 2013.

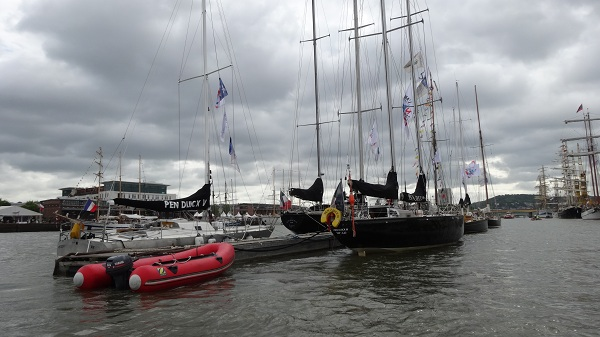
Les Pen Duick pendant l'Armada de Rouen en juin 2013.

C'est la première fois qu'elle n'a pas lieu en période de vacances scolaires, notamment pour éviter de se chevaucher avec des élections locales, et qu'en juillet 2014 (tous les 5 ans normalement), une autre manifestation a lieu dans la mer Baltique.
Cette édition est marquée par la première participation du voilier géant 4 mats russe le Krusenstern, de la réunion de 4 Pen Duick et de la venue du deuxième plus gros navire militaire français le Monge. On note également la présence du navire Étoile du Roy (ex-Grand Turk) sous pavillon français.

### La septième édition (2019)
La septième édition s'est déroulée du 6 au 16 juin 2019 sur les quais de Rouen. Cette manifestation a fêté ses 30 ans d'existence. Elle a vu aussi le départ de la Liberty Tall Ships Regatta 2019.

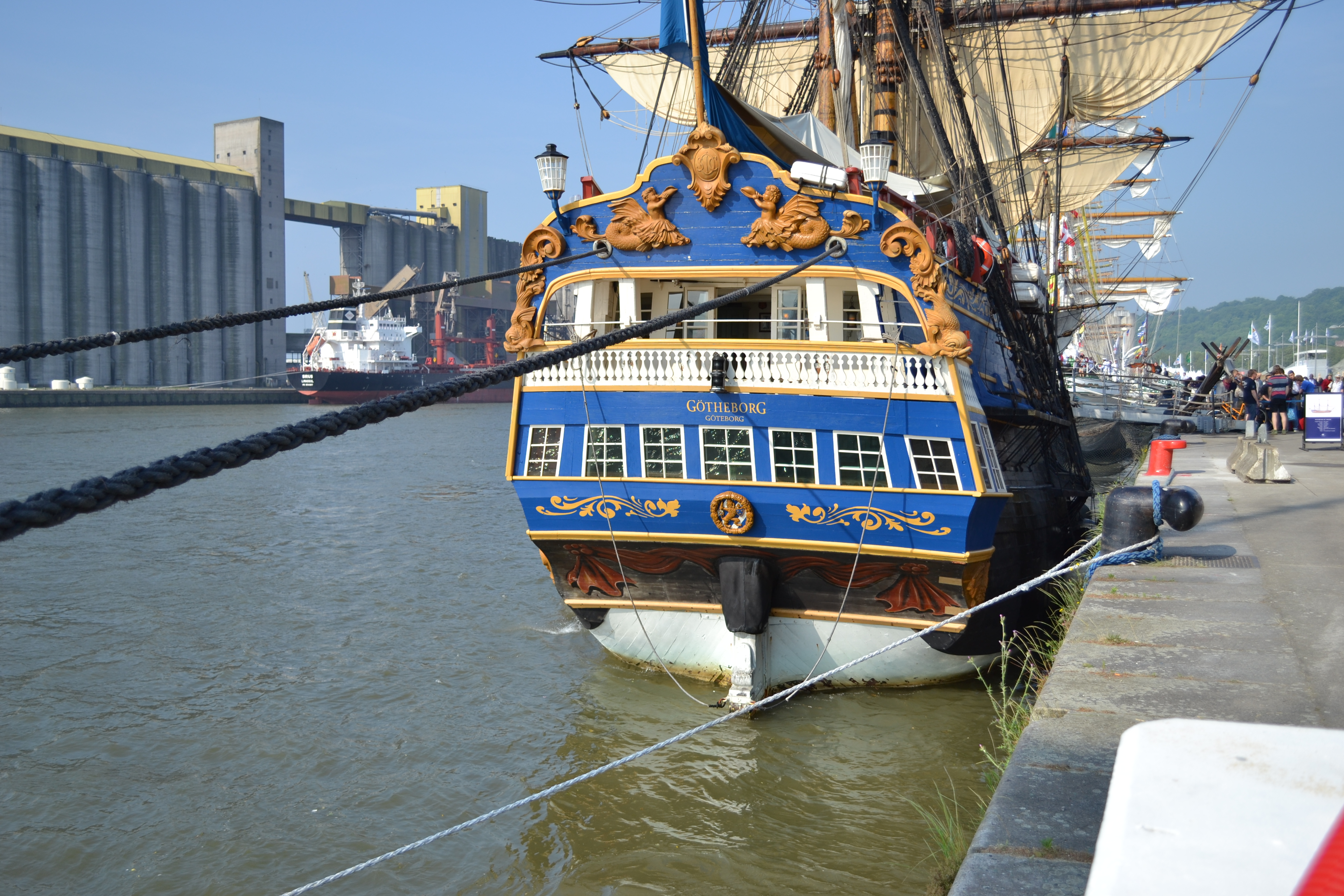
L’arrière du Göteborg III

### La huitième édition (2023)
La huitième édition de l'Armada s'est déroulée du 8 au 18 juin 2023,.
Présence de nombreux voiliers : Dar Młodzieży et Cuauhtémoc (présence ininterrompue depuis les Voiles de la liberté en 1989), Nao Victoria et Pascual Flores (1re participation)

### La neuvième édition (2027)
La neuvième édition est programmée du 17 au 27 juin 2027.

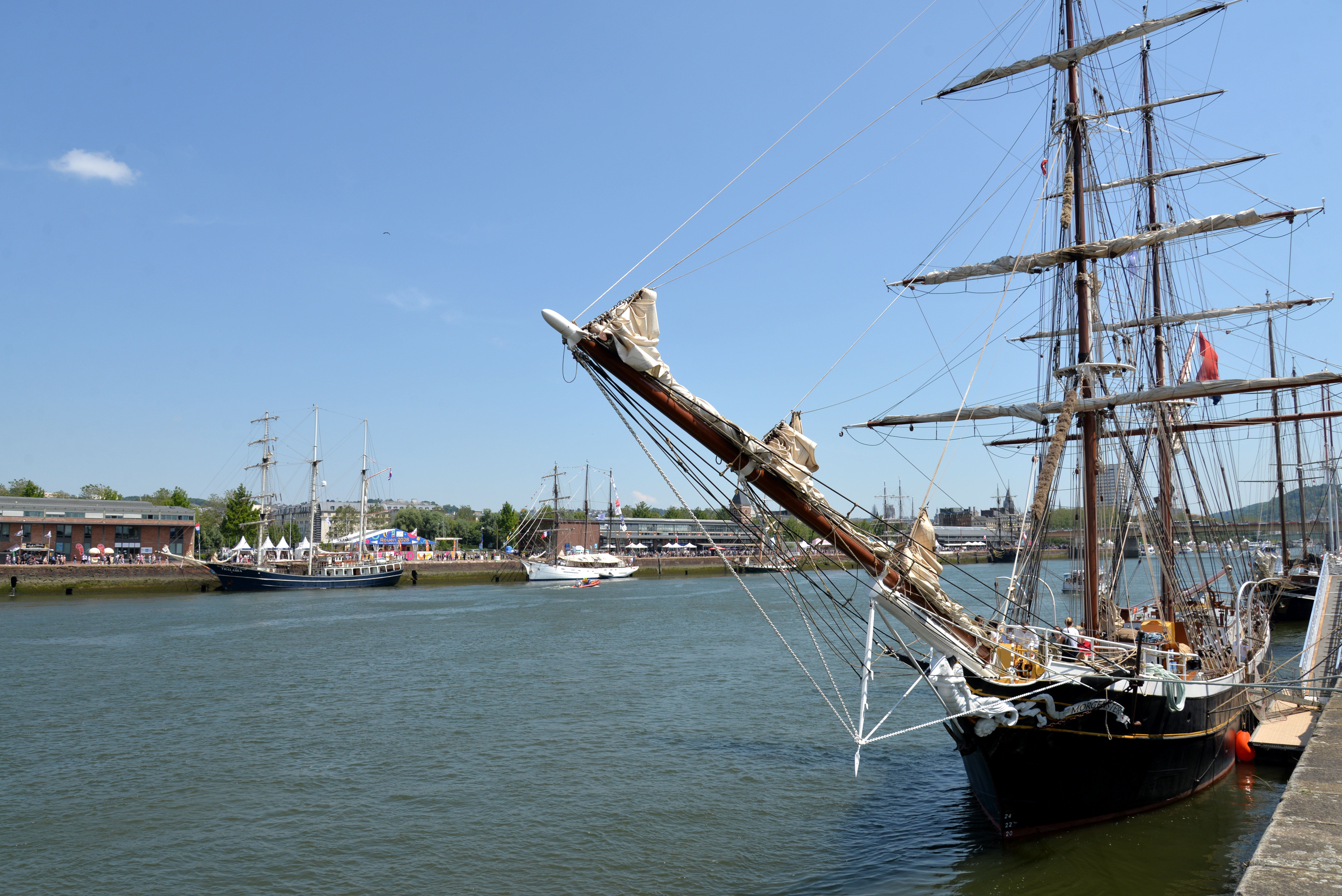
Armada de Rouen 2023 le Morgenster

## Les autres manifestations dans le monde
- Les Tall Ships' Races
- Le Sail Bremerhaven (Allemagne)
- Le Sail Amsterdam (Pays-Bas)
- La Kieler Woche (Allemagne)
- La Delf Sail à Delfzijl (Pays-Bas)

### Romans
- Michel Bussi, Mourir sur Seine : le polar de l'Armada, Rouen, Éd. des Falaises, 2008, 399 p. (ISBN 978-2-84811-070-7, BNF 41307392).